# Bolszaja Swiecza
Bolszaja Swiecza (ros. Большая Свеча) – wieś (dieriewnia) w Rosji, w obwodzie niżnonowogrodzkim, w okręgu miejskim Szachunji. W 2010 liczyła 443 mieszkańców.